# Discestra marmorosa
Discestra marmorosa är en fjärilsart som beskrevs av Moritz Balthasar Borkhausen 1792. Discestra marmorosa ingår i släktet Discestra och familjen nattflyn. Inga underarter finns listade i Catalogue of Life.